# …very ’eavy …very ’umble
…very ’eavy …very ’umble ist das erste Studioalbum der britischen Rockband Uriah Heep. Es erschien im Juni 1970 zunächst auf Vertigo Records.

## Album-Geschichte
Obwohl Ken Hensley im Vorwort der Platte den Begriff LP (Longplayer) mit „Large Problem“ (‚großes Problem‘) übersetzt, um die Schwierigkeiten bei der Entstehung der Platte zu beschreiben (Besetzungswechsel), ist …very ’eavy …very ’umble der Beginn der Karriere von Uriah Heep. Der Musikkritiker Daevid Jehnzen schreibt über diesen Karrierebeginn: „[…] a heavy, stomp-rock delight.“
Das Albumcover mit einem Artwork von Robin Nicol (Design Machine) zeigt den von Spinnennetzen umwobenen Kopf des Uriah-Heep-Sängers David Byron. In den Vereinigten Staaten wurde das Album unter dem Namen Uriah Heep und mit einem völlig anderen Coverartwork – eine schwarz-silberne Zeichnung eines Aliens – veröffentlicht und hatte Bird of Prey anstatt Lucy Blues auf der Trackliste.
Während Melissa Mills in der Musikzeitschrift Rolling Stone angesichts des ersten Uriah-Heep-Albums konstatiert, „sie müsse Selbstmord begehen, falls es diese Gruppe schafft“, sieht Donald A. Guarisco beim All Music Guide in …very ’eavy …very ’umble und der Entwicklung eines eigenen Gruppensounds „ein durchaus kraftvolles Resultat zwischen Heavy Metal und den dramatischen Arrangements des Progressive Rock“.
In Großbritannien verfehlte Uriah Heeps Debütalbum den Einzug in die LP-Charts. In Deutschland war …very ’eavy …very ’umble erfolgreicher und schaffte immerhin Platz 22. Die US-amerikanische Ausgabe Uriah Heep kam bis auf Rang 186 in den Billboard 200.
Gypsy wurde in einigen europäischen Ländern und Nordamerika als Single mit auf knapp 3 Minuten reduzierter Lauflänge veröffentlicht. In Europa war auf der B-Seite der Song Bird of Prey, der erste Titel auf dem zweiten Uriah-Heep-Album Salisbury. In den Vereinigten Staaten und Kanada war eine editierte Version von Come Away Melinda die B-Seite. Gypsy erreichte Anfang 1971 Platz 30 in den deutschen Singlecharts und war im Jahr 1972 zudem die B-Seite der erfolgreichen Uriah-Heep-Singles The Wizard (Großbritannien) und  Easy Livin’  (Deutschland), die beide auf dem Album Demons and Wizards (1972, Bronze Rec.) erschienen.

## Titelliste
1. Gypsy (6:40) (Mick Box, David Byron)
2. Walking in Your Shadow (4:32) (Paul Newton, Byron)
3. Come Away Melinda (3:48) (Fred Hellerman, Fran Minkoff)
4. Lucy’s Blues (5:10) (Box, Byron)
5. Dreammare (4:40) (Newton)
6. Real Turned On (3:39) (Box, Byron, Newton)
7. I’ll Keep On Trying (5:27) (Box, Byron)
8. Wake Up (Set Your Sights) (6:24) (Box, Byron)

### Bonustracks der Wiederveröffentlichung von 1996
1. Gypsy (Edit) (2:57) (Box, Byron) (ursprünglich auf der Single Gypsy veröffentlicht)
2. Come Away Melinda (3:42)* (Hellerman, Minkoff)
3. Born in a Trunk (3:45)* (Box, Byron)

### Bonustracks der Wiederveröffentlichung von 2003
1. Bird of Prey (4:06) (Box, Byron, Newton) (ursprünglich auf der US-amerikanischen und kanadischen Edition des Albums veröffentlicht)
2. Born in a Trunk (4:32)* (Box, Byron)
3. Come Away Melinda (4:16) (Hellerman, Minkoff)
4. Gypsy (7:07) (Box, Byron)
5. Wake Up (Set Your Sights) (6:32) (Box, Byron)
6. Born in a Trunk (Instrumental version) (4:35)* (Box, Byron)
7. Dreammare (BBC version) (3:08) (Newton)
8. Gypsy (BBC version) (5:14) (Box, Byron)

### Bonus-CD der Wiederveröffentlichung von 2016
1. Gypsy (6:57) (Box, Byron)
2. Real Turned On (3:47) (Box, Byron, Newton)
3. Dreammare (5:10) (Newton)
4. Come Away Melinda (4:01) (Hellerman, Minkoff)
5. Born in a Trunk (4:53)* (Box, Byron)
6. Wake Up (Set Your Sights) (6:56) (Box, Byron)
7. I’ll Keep On Trying (5:33) (Box, Byron)
8. Walking in Your Shadow (5:11) (Newton, Byron)
9. Lucy’s Blues (5:21) (Box, Byron)
10. Born in a Trunk (Instrumental version) (4:47)* (Box, Byron)
11. Magic Lantern (7:57)* (Box, Byron)
12. Bird of Prey (4:06) (Box, Byron, Newton) (ursprünglich auf der US-amerikanischen und kanadischen Edition des Albums veröffentlicht)

### US-amerikanische und kanadische Pressung
1. Gypsy (6:40) (Box, Byron)
2. Walking in Your Shadow (4:32) (Newton, Byron)
3. Come Away Melinda (3:48) (Hellerman, Minkoff)
4. Bird of Prey (4:06) (Box, Byron, Newton)
5. Dreammare (4:40) (Newton)
6. Real Turned On (3:39) (Box, Byron, Newton)
7. I’ll Keep On Trying (5:27) (Box, Byron)
8. Wake Up (Set Your Sights) (6:24) (Box, Byron)

### Informationen zu den Bonustracks
- Bei allen Bonustracks der Wiederveröffentlichungen von 1996 und 2003 sowie allen Songs der Bonus-CD von 2016 handelt es sich um zum Veröffentlichungszeitpunkt unveröffentlichte Versionen, sofern in Klammern nichts anderes angegeben wurde.
- Alle mit einem * versehenen Titel wurden eingespielt, als sich die Band noch Spice nannte.
- Die auf der Wiederveröffentlichung von 2003 enthaltenen BBC-Aufnahmen von Dreammare und Gypsy stammen vom 5. Mai 1970.[7] Sie wurden am 12. Mai 1970 während der Mike Harding Show Sounds of the Seventies gesendet.[7] Ein dritter Song wurde bei dieser BBC Session vom 5. Mai 1970 aufgenommen, allerdings ist diese Aufnahme verschollen.[7]

### Wissenswertes
- Bei der US-amerikanischen und kanadischen Edition des Albums, die mit einem gänzlich anderen Coverartwork versehen ist, wurde der Song Lucy’s Blues durch Bird of Prey ersetzt. Bei dieser Version von Bird of Prey handelt es sich um eine andere Version als die, die auf dem nächsten Studioalbum Salisbury veröffentlicht wurde.
- Come Away Melinda ist eine Harry-Belafonte-Coverversion. Das Lied wurde ursprünglich 1963 auf dem Album Streets I Have Walked veröffentlicht.